# Difluorklormetan
Difluorklormetan eller metylklordifluorid är en trihalometan med formeln CHClF2.

## Framställning
Difluorklormetan framställs genom att behandla kloroform med vätefluorid.
{\displaystyle {\rm {CHCl_{3}+2\ HF\rightarrow CHClF_{2}+2\ HCl}}}

## Användning
Difluorklormetan är ett mellansteg vid tillverkning av tetrafluoreten som används vid produktion av teflon. Ämnet upphettas och pyrolyseras till koldifluorid (CF2) och saltsyra (HCl). Koldifluorid dimeriseras sedan till tetrafluoreten.
{\displaystyle {\rm {2\ CHClF_{2}\ {\xrightarrow {heat}}\ 2\ CF_{2}+2\ HCl\rightarrow C_{2}F_{4}+2\ HCl}}}
Om difluorklormetann pyrolyseras tillsammans med dihalometanen fluorklormetan (CH2ClF) bildar deras radikaler bensenhexafluorid (C6F6).

## Miljöeffekter
Difluorklormetan har använts som ett miljövänligare alternativ till de mycket ozon-nerbrytande ämnena fluortriklormetan (Freon 11) och difluordiklormetan (Freon 12) på grund av sin jämförelsevis ringa inverkan på ozonlagret. Men även difluorklormetan anses numera vara alltför skadligt och är förbjudet enligt montrealprotokollet och håller på[källa behövs] att ersättas av propan (R-290) och tetrafluoretan (R-134).
Dessutom har difluorklormetan en Global Warming Potential som är 1700 gånger större än koldioxid.